# Arca noae
L'arca di Noè (Arca noae Linnaeus, 1758), anche detto mussolo, è un mollusco bivalve appartenente alla famiglia Arcidae.

## Descrizione
Conchiglia con le valve identiche, quadrangolari, la parte interna liscia. Spesso risulta ricoperta dalla spugna Crambe crambe o, meno frequentemente, da Spirastrella cunctatrix. Fino a 10 centimetri.

## Biologia
Molto sensibile agli spostamenti, si chiude immediatamente non appena avverte un possibile pericolo.
L'arca di Noè possiede più di 100 piccoli occhi, ciascuno dei quali è formato da più di 200 unità sensibili alla luce.

## Distribuzione e habitat
Molto comune in tutto il Mar Mediterraneo su fondali rocciosi o detritici, da 0 a 100 metri di profondità, a cui si attacca tramite il bisso, più raro nelle zone della costa campana dove è stato sottoposto in passato a pesca intensiva.